# Kingston (Massachusetts)
Kingston ist eine Kleinstadt im Plymouth County des Bundesstaats Massachusetts in den Vereinigten Staaten.
Das U.S. Census Bureau hat bei der Volkszählung 2020 eine Einwohnerzahl von 13.708 ermittelt.

## Geographie
Kingston liegt an der Kingston Bay, einem Meeresarm der größeren Plymouth Bay. Der Jones River fließt durch die Stadt von seiner Quelle, dem Silver Lake, bis zur Bucht. Es gibt mehrere Bäche, die vom Fluss abzweigen, sowie mehrere andere kleinere Teiche in der Stadt, einschließlich Muddy Pond. Im südlichen Teil der Stadt befindet sich ein staatlicher Wald, der häufig zum Radfahren, Off-Roading und Jagen genutzt wird. Kingston ist auch der Standort von Gray’s Beach, in einer Nachbarschaft namens Rocky Nook, direkt nördlich der Stadtgrenze zu Plymouth.

## Geschichte
Bevor europäische Siedler kamen, lag Kingston im Stammesgebiet der Wampanoag. Einige Jahre vor der Landung der Mayflower in Plymouth, während der Indianerepidemie von 1616 bis 1619, wurde die Bevölkerung der Wampanoag durch eine sich schnell ausbreitende Pandemie aufgrund früherer Kontakte mit Europäern schwer geschädigt. Mehrere alte indianische Grabstätten wurden innerhalb der Grenzen von Kingston gefunden.
Ursprünglich ein Teil von Plymouth, wurde Kingston kurz nach der Landung der Pilger am Plymouth Rock im Jahr 1620 erstmals von Europäern besiedelt. Es wurde 1635 erneut besiedelt. Im Jahr 1675 sollen mehrere blutige Schlachten während des King Philip’s War innerhalb der Grenzen von Kingston stattgefunden haben und die Residenz von Gouverneur William Bradford, die heute zu Kingston gehört, wurde von Wampanoag-Kriegern überfallen.
Im Jahr 1685 wurde das Gebiet in die Grenzen von Plymouth County gelegt und für eine kurze Zeit, zwischen 1686 und 1689, lagen die Grenzen von Kingston innerhalb des Dominion of New England.
Kingston wurde 1717 mit der Gründung der First Parish Kingston, der heutigen Unitarian Universalist Church im Stadtzentrum, als nördlicher Parish von Plymouth gegründet. Kingston wurde am 16. Juni 1726 nach einem Steuerstreit zwischen den Bewohnern von Nord- und Süd-Plymouth als eigenständige Stadt gegründet, als die Gemeinde noch als Oberschichtteil von Plymouth bekannt war. Kingstons Grenzen wurden aus den benachbarten Städten Plymouth, Duxbury, Plympton und Pembroke herausgeschnitten, die alle vor Kingston gegründet wurden.
Im frühen bis mittleren 19. Jahrhundert florierte Kingston als Zentrum für den Schiffbau und die Eisgewinnung. Der Jones River Pond, der größte Süßwassersee der Stadt, wurde während der langen Winter in Neuengland zur Eisernte genutzt. Das geerntete Produkt wurde dann in die ganze Welt verschifft. In der Blütezeit der Eisernte-Exportindustrie wurde der Jones River Pond zu Marketingzwecken sogar in Silver Lake umbenannt und trägt diesen Namen auch heute noch.
In den 1950er Jahren wurde Kingston von einer kleinen ländlichen Stadt zu einer Erweiterung des Großraums Boston, als die Massachusetts Route 3 gebaut wurde, die Boston mit Cape Cod verbindet und zwei Ausfahrten in Kingston hat (und eine dritte Ausfahrt direkt über der Stadtgrenze in Duxbury).
Kingston erlebte sein größtes Bevölkerungswachstum in den 1990er Jahren, als die Old Colony Railroad als Pendlerbahn wiedereröffnet wurde, die das einst ländliche Kingston mit Boston verband und Kingston zu einem noch attraktiveren Wohnort für Pendler machte.

## Demografie
Laut einer Schätzung von 2019 leben in Kingston 13.863 Menschen. Die Bevölkerung teilt sich im selben Jahr auf in 96,8 % Weiße, 0,1 % Afroamerikaner, 0,4 % Asiaten und 2,1 % mit zwei oder mehr Ethnizitäten. Hispanics oder Latinos aller Ethnien machten 3,6 % der Bevölkerung aus. Das mittlere Haushaltseinkommen lag bei 96.104 US-Dollar und die Armutsquote bei 6,6 %.

## Persönlichkeiten
- John Holmes (1773–1843), Politiker
- Joseph Ripley Chandler (1792–1880), Politiker